# Kurenai Sanshiro
Kurenai Sanshiro (红三四郎), O Judoca no Brasil é uma série de mangá e anime criada por Ippei Kuri, Yutaka Arai e Tatsuo Yoshida.  A série animada produzida pela Tatsunoko foi ao ar em Fuji TV a partir de 2 de abril de 1969 a 24 de setembro de 1969, totalizando 26 episódios.

## Enredo
A série começa com um artista marcial adolescente chamado Sanshiro (dublado por Ikuo Nishikawa), formado na Escola Kurenai de Jiujitsu, e gira em torno da busca do assassino de seu pai. Um menino órfão chamado Kenbo (dublado por Kenbo Kaminarimon) e seu cão de estimação Boke (dublado por Hiroshi Otake), acompanham Sanshiro durante a história. No assassinato de seu pai, havia sido deixado um olho de vidro, o que comprovava que quem assassinou seu pai havia um olho só. Assim, muitos dos vilões que Sanshiro luta durante o curso da série tinha um olho ou tinham um olho escondido com um tapa-olho.
O tema de abertura foi realizada por Mitsuko Horie (seu primeiro) quando tinha apenas 12 anos.